# Adesmia exilis
Adesmia exilis es una especie  de planta con flores de la familia Fabaceae. Es originaria de Chile.

## Taxonomía
Adesmia exilis fue descrita por Dominique Clos y publicado en Flora Chilena 2(2): 159–160. 1846[1847]. 
Etimología
Adesmia: nombre genérico que deriva de las palabras griegas: 
a- (sin) y desme (paquete), en referencia a los estambres libres.
exilis: epíteto latíno que significa "esbelto"
Sinonimia
- Adesmia berteroi Kuntze
- Adesmia decumbens Phil.
- Adesmia decumbens var. berteroi Phil.
- Adesmia humifusa Phil.
- Adesmia landbeckii Phil.
- Adesmia tristis Hauman
- Adesmia valdesia Clos
- Patagonium berteroi (Kuntze) Speg.
- Patagonium confertum var. berteroi Kuntze
- Patagonium decumbens (Phil.) Kuntze
- Patagonium exile (Clos) Kuntze
- Patagonium humifusum (Phil.) Kuntze
- Patagonium landsbeckii (Phil.) Kuntze
- Patagonium longisetum var. landbecki (Phil.) Reiche
- Patagonium triste (Vogel) Chodat & Wilczek
- Patagonium triste (Vogel) Kuntze[4][5]